# Fredrik Mossberg
Carl Fredrik Wilhelm Mossberg, född 10 september 1850 i Örebro, död 21 maj 1916 i Göteborg, var en svensk apotekare och donator. 
Mossberg blev elev på apoteket Kronan i Stockholm 1867 samt avlade farmacie kandidatexamen 1870 och apotekarexamen 1874. Han var anställd på apoteket i Vadstena 1874–1875, på apoteket Hjorten i Örebro 1875–1876, på apoteket Kronan i Jönköping 1876–1877, på apoteket Hjorten i Göteborg 1877–1880, på apoteket i Örnsköldsvik 1880–1881, på apoteket Kronan i Norrköping 1881–1882 och på apoteket Gripen i Sundsvall 1882–1885. 
Han var föreståndare för apoteket Lejonet i Göteborg 1885–1902 och var innehavare av apoteket Kronan i Göteborg från 1902. Han donerade till Göteborgs stad sin egendom Sommarro och 50 000 kronor samt för övrigt över 200 000 kronor till olika ändamål, bland annat 50 000 kronor till Apotekarsocieteten och 25 000 kronor till en monumental vattenkonst i Örebro. Mossberg är begravd på Östra kyrkogården i Göteborg.